# Ferrocarril Militar de Puente Alto al Volcán
| Dampflok Nr. 1 „Presidente Montt“ in Puento Alto (1910) |                                                                |                                               |                                               |
| Streckenverlauf in südöstlicher Richtung entlang des Río Maipo |                                                                |                                               |                                               |
| Streckenlänge: | 60 km                                                          |                                               |                                               |
| Spurweite: | 600 mm (Schmalspur)                                            |                                               |                                               |
| |                                                                |                                               |                                               |
| Inbetriebnahme: | 1. März 1910 erste Teilstrecke 9. Juni 1914 letzte Teilstrecke |                                               |                                               |
| Stilllegung: | 1985                                                           |                                               |                                               |
| \| \| km \| \| \| \| \| \| Ferrocarril del Llano de Maipo (1000 mm Spur) \| \| \| \| 0 \| Puente Alto \| 699 m \| \| \| 8 \| La Obra \| 791 m \| \| \| 12 \| El Canelo \| 837 m \| \| \| 16 \| El Manzano \| 890 m \| \| \| 19 \| Río Colorado (59 m 33° 36′ S, 70° 22′ W) \| 902 m \| \| \| 24 \| San José de Maipo \| 968 m \| \| \| 34 \| El Melocotón \| 1025 m \| \| \| 38 \| San Alfonso \| 1101 m \| \| \| 41 \| El Tinoco Tunnel (445 m 33° 45′ S, 70° 17′ W) \| 1130 m \| \| \| 48 \| San Gabriel \| 1261 m \| \| \| 53 \| El Romeral \| 1306 m \| \| \| 60 \| El Volcán \| 1418 m \| |                                                                |                                               |                                               |
| | km                                                             |                                               |                                               |
| Haltepunkt / Haltestelle Streckenanfang und quer (Strecke außer Betrieb) · Strecke quer (außer Betrieb) · Bahnhof quer (Strecke außer Betrieb) |                                                                | Ferrocarril del Llano de Maipo (1000 mm Spur) | Ferrocarril del Llano de Maipo (1000 mm Spur) |
| Strecke von links (außer Betrieb) · Kopfbahnhof Streckenende und quer (Strecke außer Betrieb) | 0                                                              | Puente Alto                                   | 699 m                                         |
| Haltepunkt / Haltestelle (Strecke außer Betrieb) | 8                                                              | La Obra                                       | 791 m                                         |
| Haltepunkt / Haltestelle (Strecke außer Betrieb) | 12                                                             | El Canelo                                     | 837 m                                         |
| Haltepunkt / Haltestelle (Strecke außer Betrieb) | 16                                                             | El Manzano                                    | 890 m                                         |
| Brücke über Wasserlauf (Strecke außer Betrieb) | 19                                                             | Río Colorado (59 m 33° 36′ S, 70° 22′ W)      | 902 m                                         |
| Haltepunkt / Haltestelle (Strecke außer Betrieb) | 24                                                             | San José de Maipo                             | 968 m                                         |
| Haltepunkt / Haltestelle (Strecke außer Betrieb) | 34                                                             | El Melocotón                                  | 1025 m                                        |
| Haltepunkt / Haltestelle (Strecke außer Betrieb) | 38                                                             | San Alfonso                                   | 1101 m                                        |
| Tunnel (Strecke außer Betrieb) | 41                                                             | El Tinoco Tunnel (445 m 33° 45′ S, 70° 17′ W) | 1130 m                                        |
| Haltepunkt / Haltestelle (Strecke außer Betrieb) | 48                                                             | San Gabriel                                   | 1261 m                                        |
| Haltepunkt / Haltestelle (Strecke außer Betrieb) | 53                                                             | El Romeral                                    | 1306 m                                        |
| Kopfbahnhof Streckenende (Strecke außer Betrieb) | 60                                                             | El Volcán                                     | 1418 m                                        |

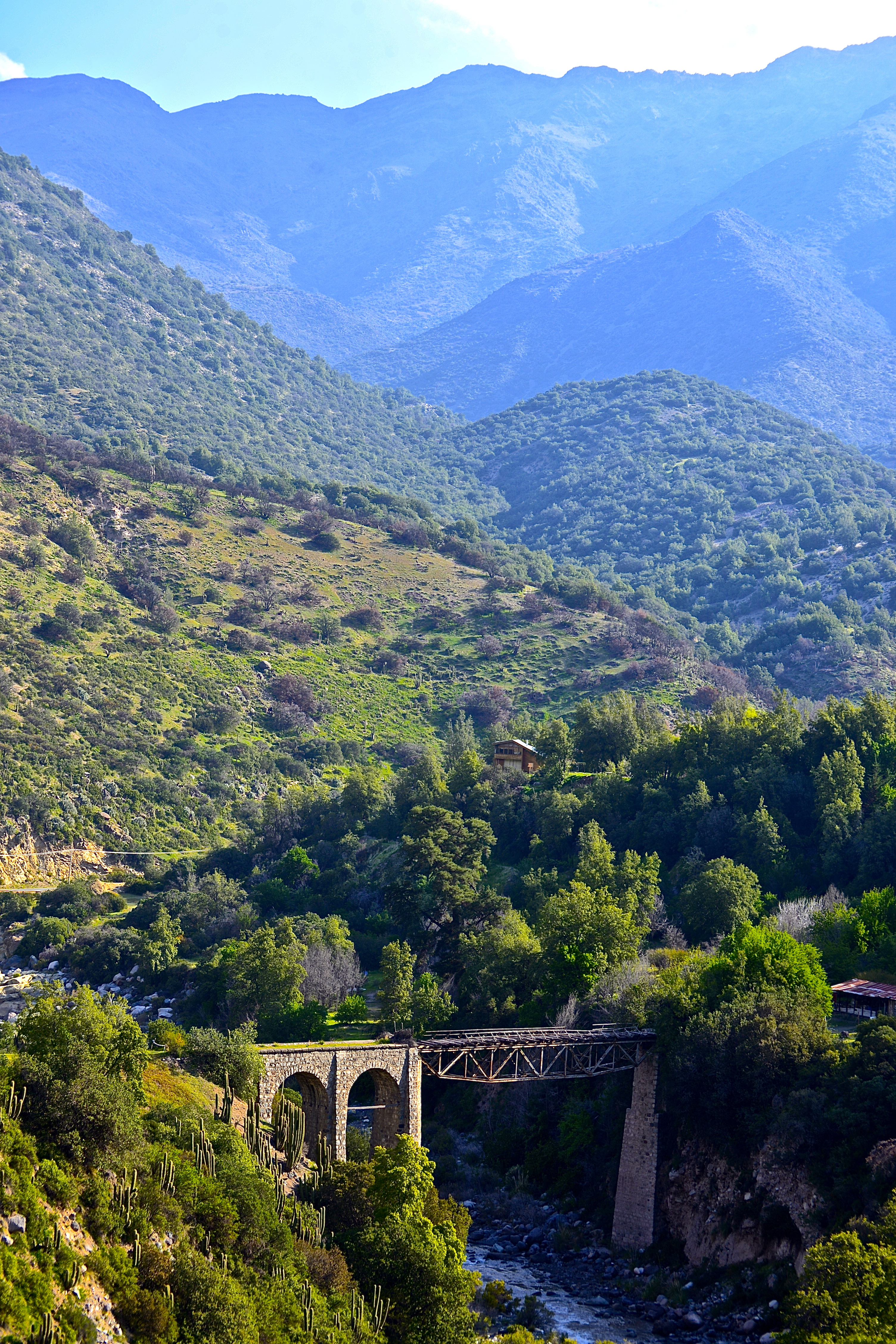
Eisenbahnbrücke über den Río Colorado im Cajon del Maipo

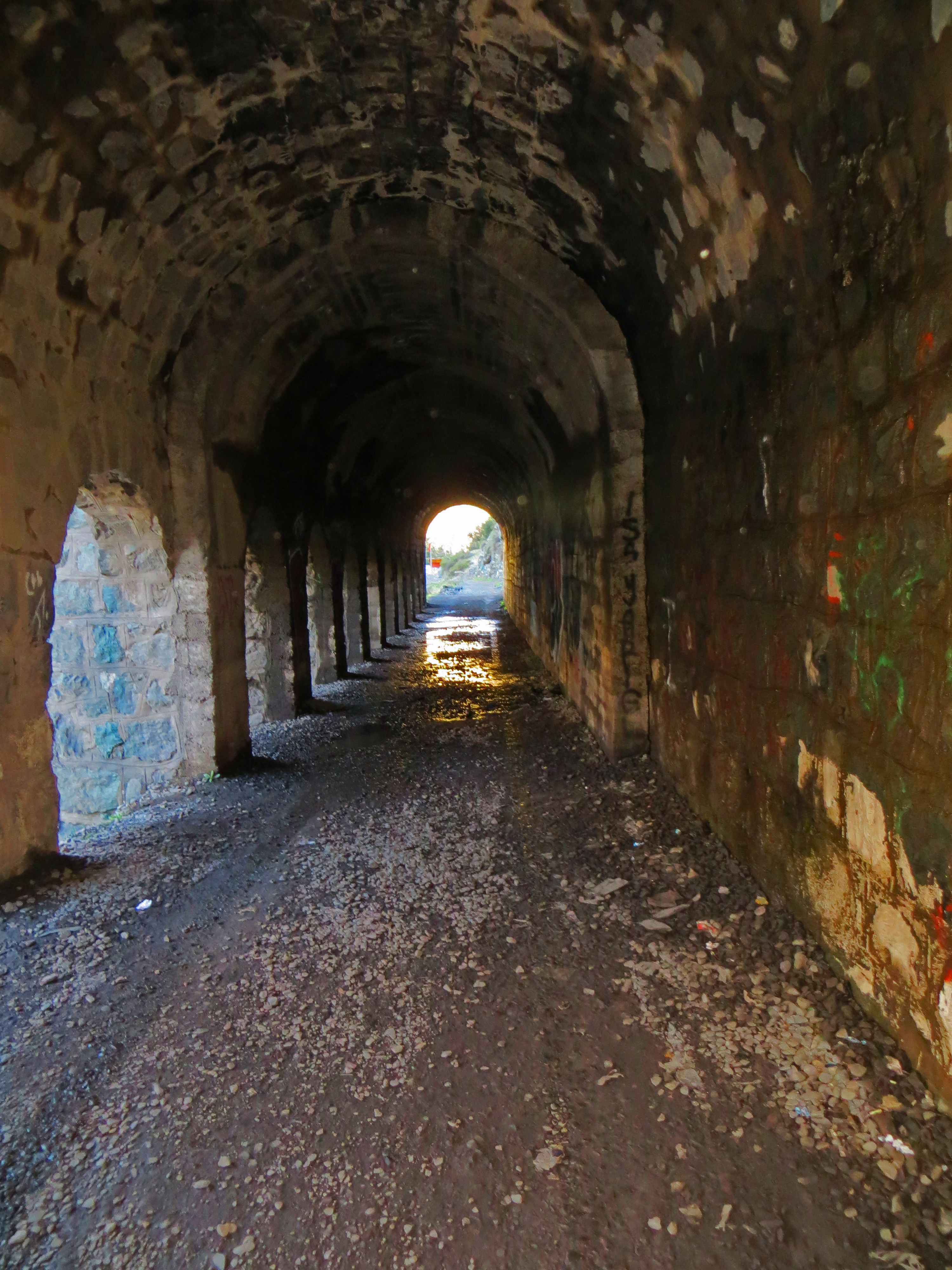
Tinoco Tunnel

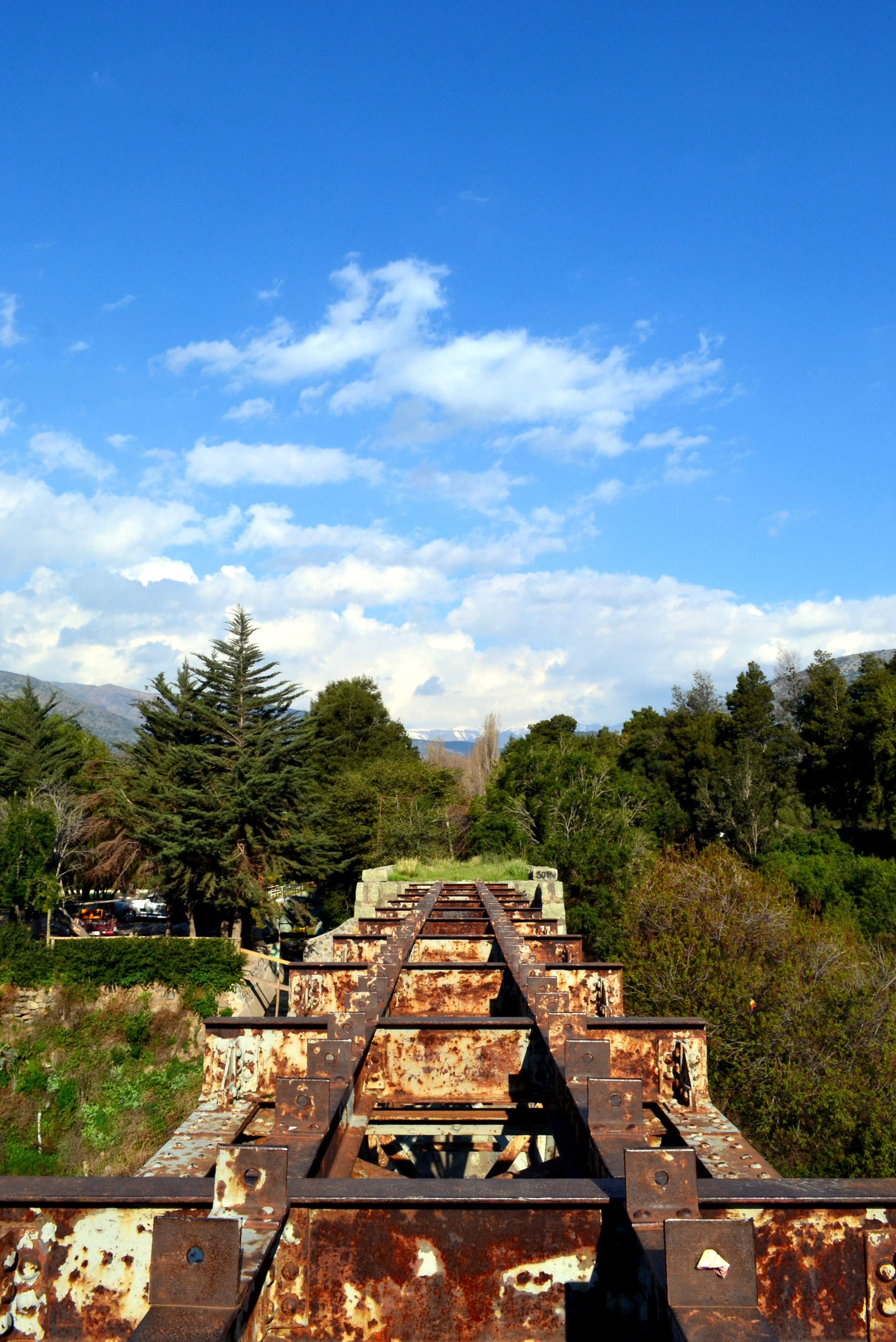
Alte Brücke

Die Ferrocarril Militar de Puente Alto al Volcán, auch bekannt als Ferrocarril a El Volcán, war eine 60 Kilometer lange, eingleisige und nicht elektrifizierte Militär-Schmalspurbahn mit einer Spurweite von 600 Millimetern von Puente Alto nach El Volcán südöstlich der chilenischen Hauptstadt Santiago.

## Geschichte
Der Bau der Bahnstrecke begann 1906 im Auftrag des chilenischen Eisenbahnministeriums. Die Strecke wurde abschnittsweise in Betrieb genommen: Am 1. März 1910 von Puente Alto bis El Canelo, 1911 bis El Melocotón und am 9. Juni 1914 bis El Volcán. Die Strecke kostete 2.335.630 Dollar und war bis 1985 in Betrieb. Im ursprünglichen Projekt gab es eine Strecke zwischen den Bahnhöfen San Bernardo an der Ferrocarril del Sur und Puente Alto mit einer Zwischenstation in Bajos de Mena, die letztendlich nicht gebaut wurde.
Die Hauptaufgabe der Strecke war nicht eine Verbindung von Chile und Argentinien, wie es in Chile oft dargestellt wird, sondern die Sicherung der chilenischen Grenze gegen argentinische Angriffe. Als die staatliche Eisenbahngesellschaft einen Ingenieur beauftragt hatte, die Gegend zu erkunden, wurde dessen Vorschlag für den Bau einer Eisenbahn anfänglich nicht ernst genommen und die Regierungen von Chile und Argentinien zeigten wenig Interesse. Erst nachdem die Armee ihr Interesse an dieser Bahnlinie für einen möglichen Verteidigungsfall bekundet hatte, genehmigte die chilenische Regierung deren Bau.
Die Bahnlinie sollte neben der strategischen Sicherung der Bergpässe außerdem zum praktischen Training der militärischen Truppen eingesetzt werden. Das Militär übernahm den Betrieb, die Verwaltung und die Instandhaltung der Bahn.

## Ingenieurstudien
Vor dem Bau der Bahnlinie wurden mehrere Ingenieursstudien durchgeführt:
1. Der Ingenieur Alberto Lira Orrego fokussierte sich 1895 auf die Straße zwischen Puente Alto und San José de Maipo.
2. Erkundungsmissionen von 1899 bewerteten das Tal des Río Maipo bis zu seinem Ursprung.[3]
3. Der englische Ingenieur Josias Harding stellte 1901 fest, dass die Streckenführung entlang des Río Maipo am geeignetsten sei.
4. Santiago Muñoz beschrieb 1902 die enormen Vorteile, die die Eisenbahn der gesamten Gesellschaft bringen würde, sowie der Landwirtschaft als auch im Handel und der Industrie (Papierfabriken, Kohle und Tissue-Papier).[4]

## Management
Das staatliche Eisenbahnamt beaufsichtigte vor allem die Schreibtischarbeit, die vor dem Bau durchgeführt wurde, z. B. bei der Erstellung einer Inventarliste der Bau- und Betriebsstoffe, des Regelwerks und der Kostenabschätzung. Die getroffenen Entscheidungen mussten aber von anderen genehmigt werden, unter anderem dem chilenischen Eisenbahnministerium, der Armee, dem Ministerium für öffentliche Arbeiten und der staatlichen Eisenbahngesellschaft.

## Betrieb
Die zuerst eingesetzten Lokomotiven stammten von Koppel in Deutschland. Diese zogen Flach- und Güterwagen sowie hölzerne Personenwagen. Gelegentlich wurde auch ein Schienenbus eingesetzt.
Da die Strecke durch ein sehr steiles Gebiet verlief, waren die kleinen Lokomotiven der großen Steigung nicht gewachsen. Daher mussten in vielen Fällen zwei Lokomotiven eingesetzt werden, eine die den Zug zog und die andere, die ihn schob. In anderen Fällen wurde eine kleine aber sehr kraftvolle Lokomotive eingesetzt, um den Zug auf den Steilstrecken zu schieben.
Der Transport von Kupfererzkonzentrat, Gips und Kalk, lebenden Tieren und landwirtschaftlichen Produkten konnte durch die Bahn ökonomisch und sicher durchgeführt werden. Zweifelsohne bedeutete aber der Personentransport den größten Fortschritt für das bergige Gebiet. Sowohl die Bewohner des Cajon del Maipo, als auch einige Ausflügler aus Santiago nutzten die Bahn ab den 1950er Jahren für Wanderungen und Ferienaufenthalte in den Bergdörfern der Anden.
Die Fahrtzeit mit der Dampfeisenbahn ab Puente Alto betrug 45 Minuten für die 13,5 km bis El Canelo am Eingang des Cajon del Maipo, zwei Stunden für 35,8 km bis El Melocotón und dreieinhalb Stunden für 61,9 km bis zur Endhaltestelle in El Volcán.

## Schließung
Ab 1950 wurden die Güterzüge zunehmend durch den Transport mit schweren Lastwagen auf der Straße verdrängt, deren Fahrzeit und Transportkosten geringer waren. Die Schließung der Ferrocarril Llano del Maipo in den späten 1940er Jahren, das Erdbeben von Las Melosas 1958, das die Infrastruktur beschädigte, schwere Stürme Mitte der 1960er Jahre und die Schließung des Volcano-Bergwerks in El Volcán 1976 waren Faktoren, die zur Schließung der Bahnlinie beitrugen. 1978 wurde mit der Verabschiedung der Vorschriften für die Selbstfinanzierung der staatlichen Eisenbahnen durch die Pinochet-Diktatur der öffentliche Verkehr auf der Strecke eingestellt und nur noch Streckenkontrollfahrten durchgeführt. Diesellokomotiven von Jung waren nur wenige Monate zuvor geliefert worden, kamen aber für einen profitablen Einsatz zu spät.
Schließlich wurde die Bahnlinie 1985 nach 70-jähriger Nutzung stillgelegt und 1988 im Auftrag des Ministeriums für öffentliche Arbeiten abgebaut. Die undankbare Aufgabe wurde von denselben Arbeitern vorgenommen, die zuvor die Lokomotiven führten und die Gleise in Stand hielten, die schon oft durch Verschleiß und Erdrutsche zerstört worden waren. Die abrupte Art, in der diese Arbeiten durchgeführt wurden, ist noch vielen Einwohnern der Gegend im Gedächtnis.

## Denkmalschutz

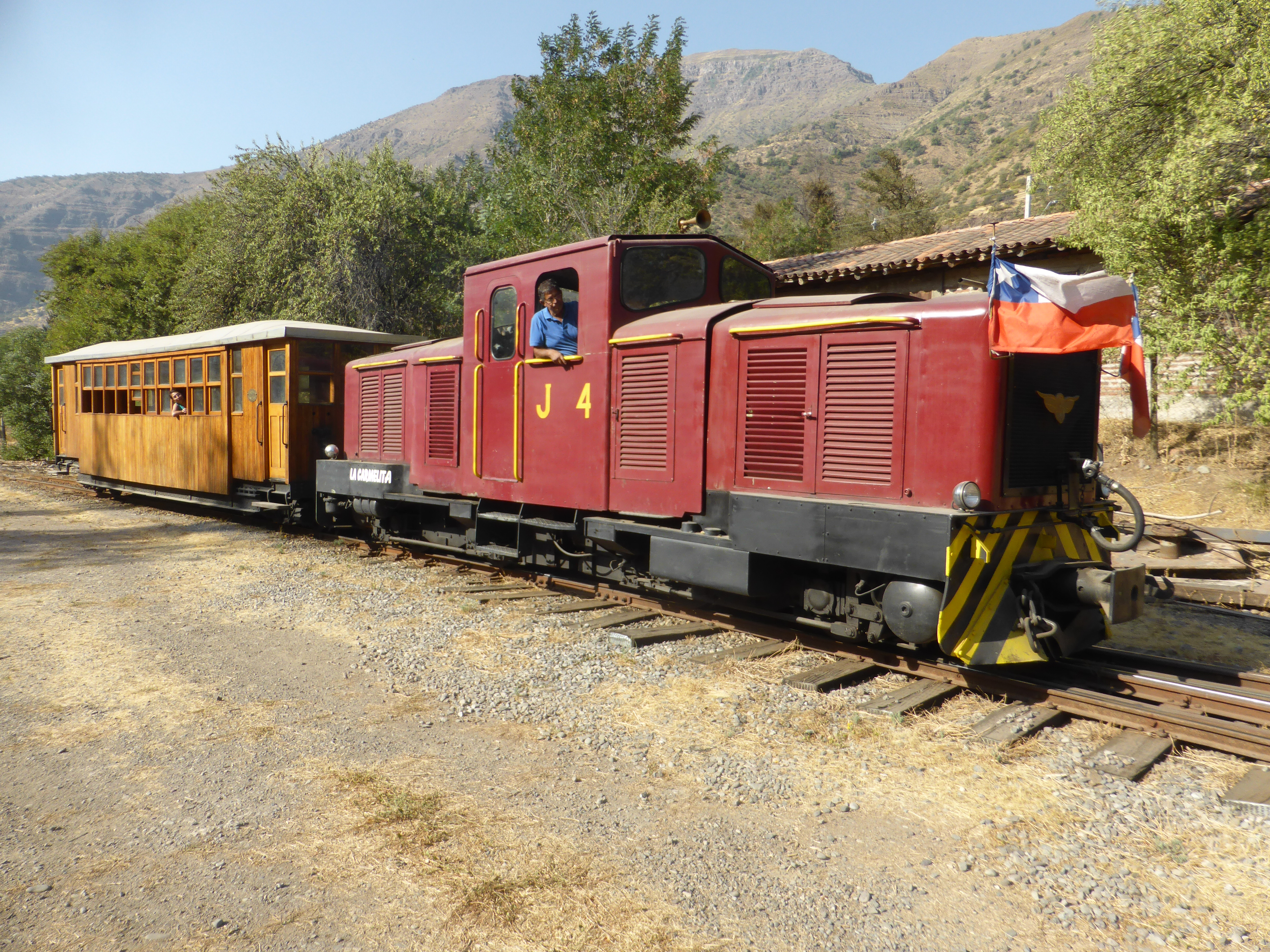
Diesellokomotive Arnold Jung Lokomotivfabrik. Fotografie im Jahr 2018

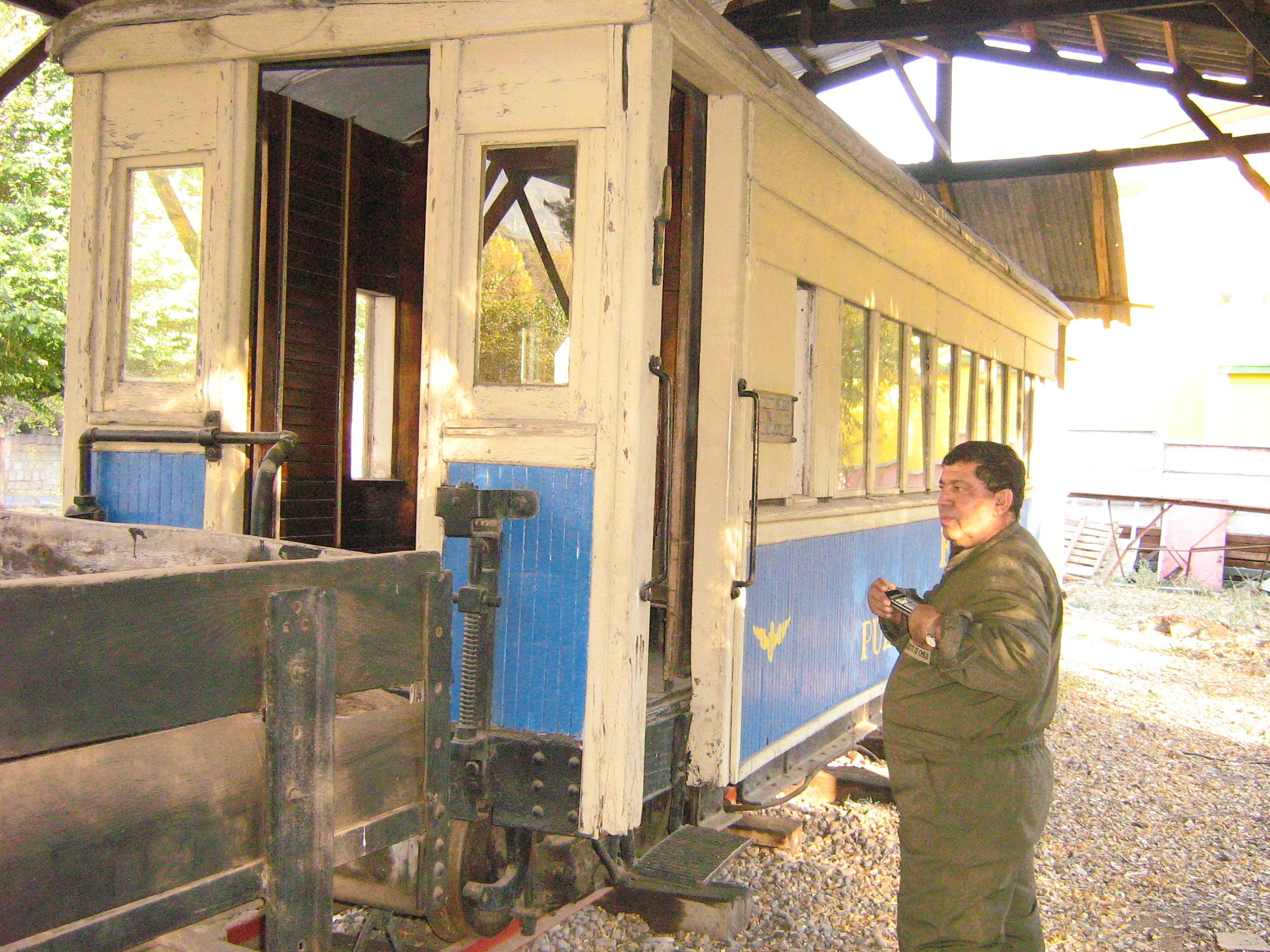
Hölzerner Personenwagen

Die verbliebene Infrastruktur der Strecke Puente Alto nach El Volcán wurden 1991 durch den Erlass Nr. 432 des Erziehungsministeriums zum Historischen Nationaldenkmal erklärt. Seitdem wurden Restaurierungsarbeiten an den Gleisen und Bahnhöfen durchgeführt.
Am 21. Dezember 2002 wurde von der chilenischen Armee, dem nationalen Tourismusdienst SERNATUR, dem Nationalhistorischen Museum, dem Ministerium für Nationaldenkmale und dem Nationalrat für Denkmale ein Abkommen unterzeichnet, mit dem ein Wiederherstellungsprojekt auf dem Gelände des Bahnhofs von El Manzano ins Leben gerufen wurde, durch das ein Kulturzentrum mit einem Militär-Schmalspurbahn-Museum gebaut werden soll. Darüber hinaus wurden Ende 2004, nach dem Ende des Puente Alto Regiments, die Dampflok „Panchita“ und einige Wagen und Loren zur Erhaltung in den Bahnhof El Melocotón gebracht. Es war mit einem am 9. Januar 2006 begonnenen Projekt geplant, den „Tren Militar al Cajón del Maipo“ als Beitrag zur 200-Jahr-Feier Chiles im Jahr 2018 wiederherzustellen. Mehr als eine Teilaufarbeitung einiger Wagen, zwei Schutzdächer, rund 500 Meter Gleisanlagen und ein kleines Museum im alten Bahnhofsgebäude sind jedoch bisher nicht entstanden.